# Xaate (distrito)
Xaate (em árabe: شحات‎; romaniz.: Shahat) foi um efêmero distrito da Líbia. Foi criado em 1983, durante a reforma daquele ano, com capital em Xaate, mas foi abolido na reforma de 1987 e seu território foi incorporado ao de Jabal Acdar.